# Osikov (Bratrušov)
Osikov (německy Aspendorf) je malá vesnice, část obce Bratrušov v okrese Šumperk. Nachází se asi 1 km na severovýchod od Bratrušova. V roce 2009 zde bylo evidováno 48 adres. V roce 2001 zde trvale žilo 31 obyvatel.
Osikov je také název katastrálního území o rozloze 1,24 km2.

## Fotogalerie

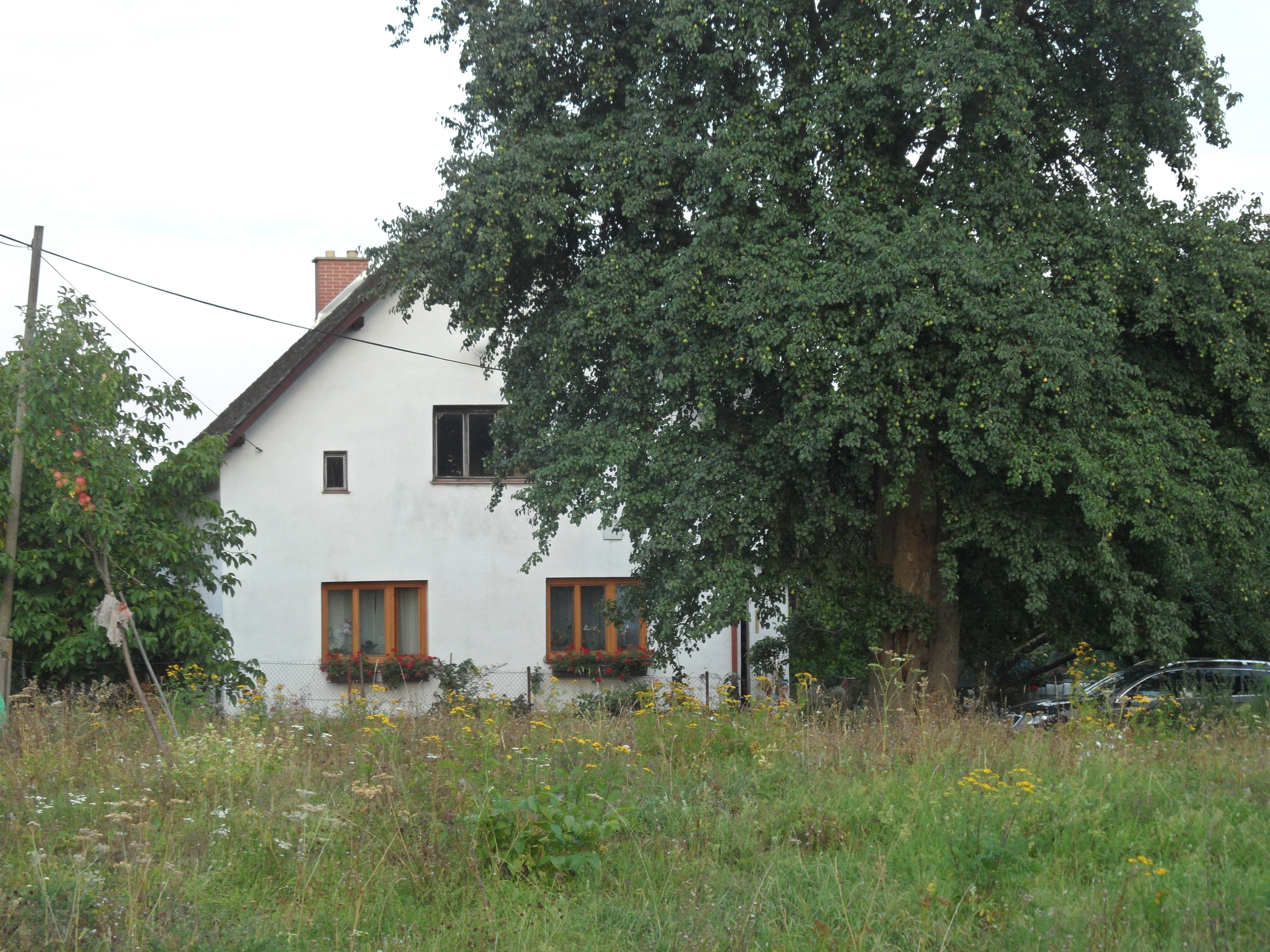
Dům na kopci
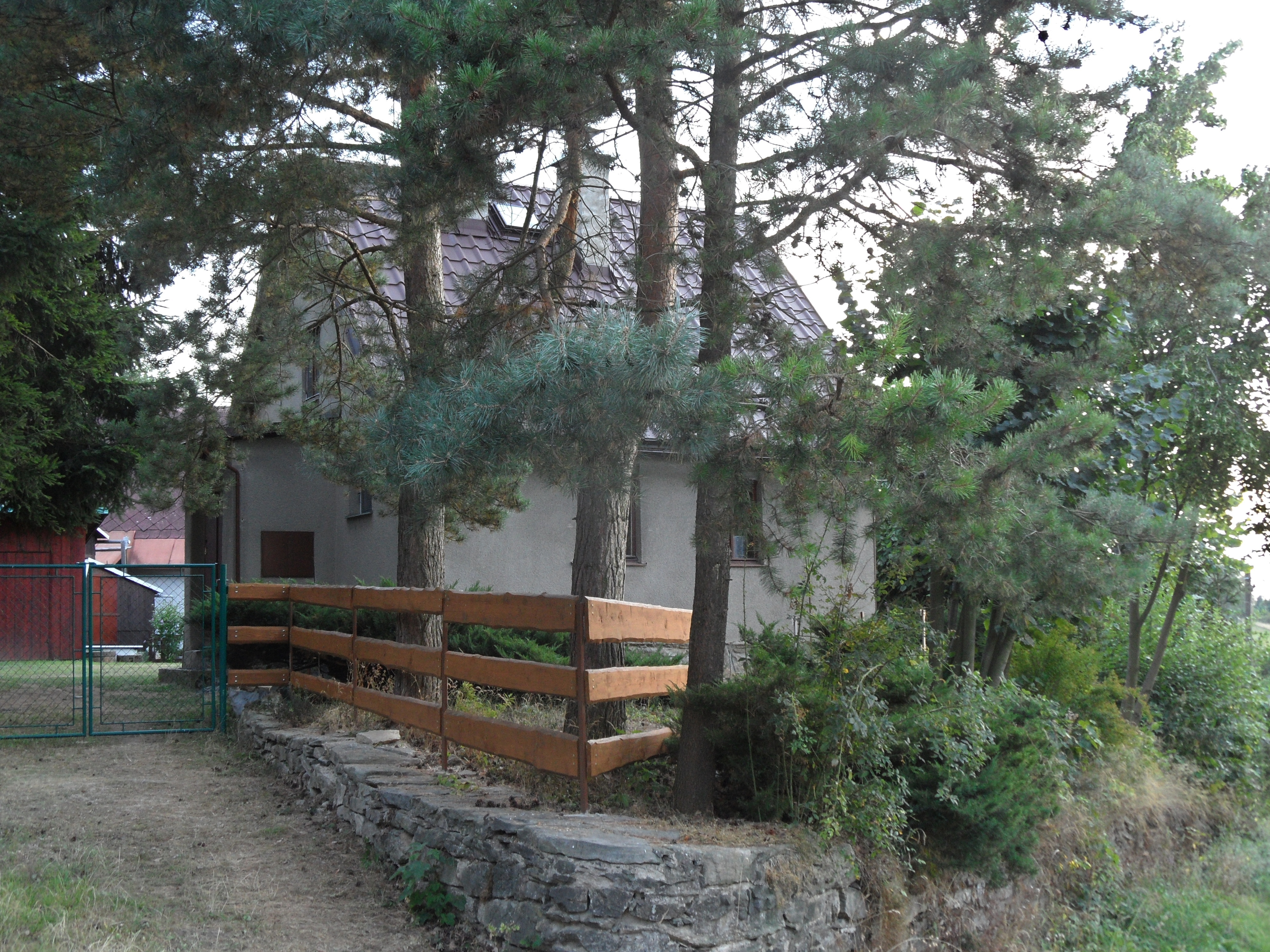
Dům u borovic
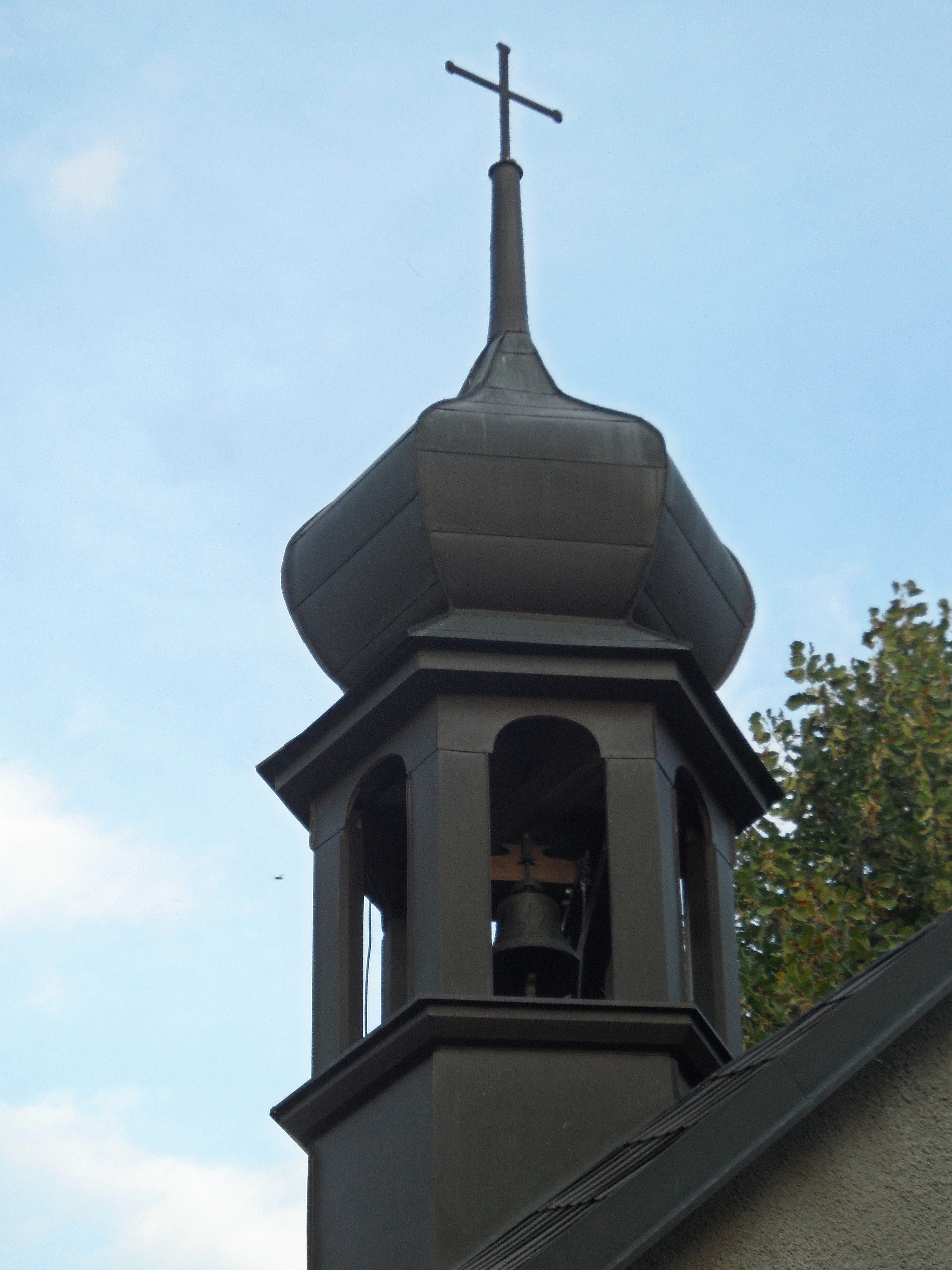
Detail zvoničky
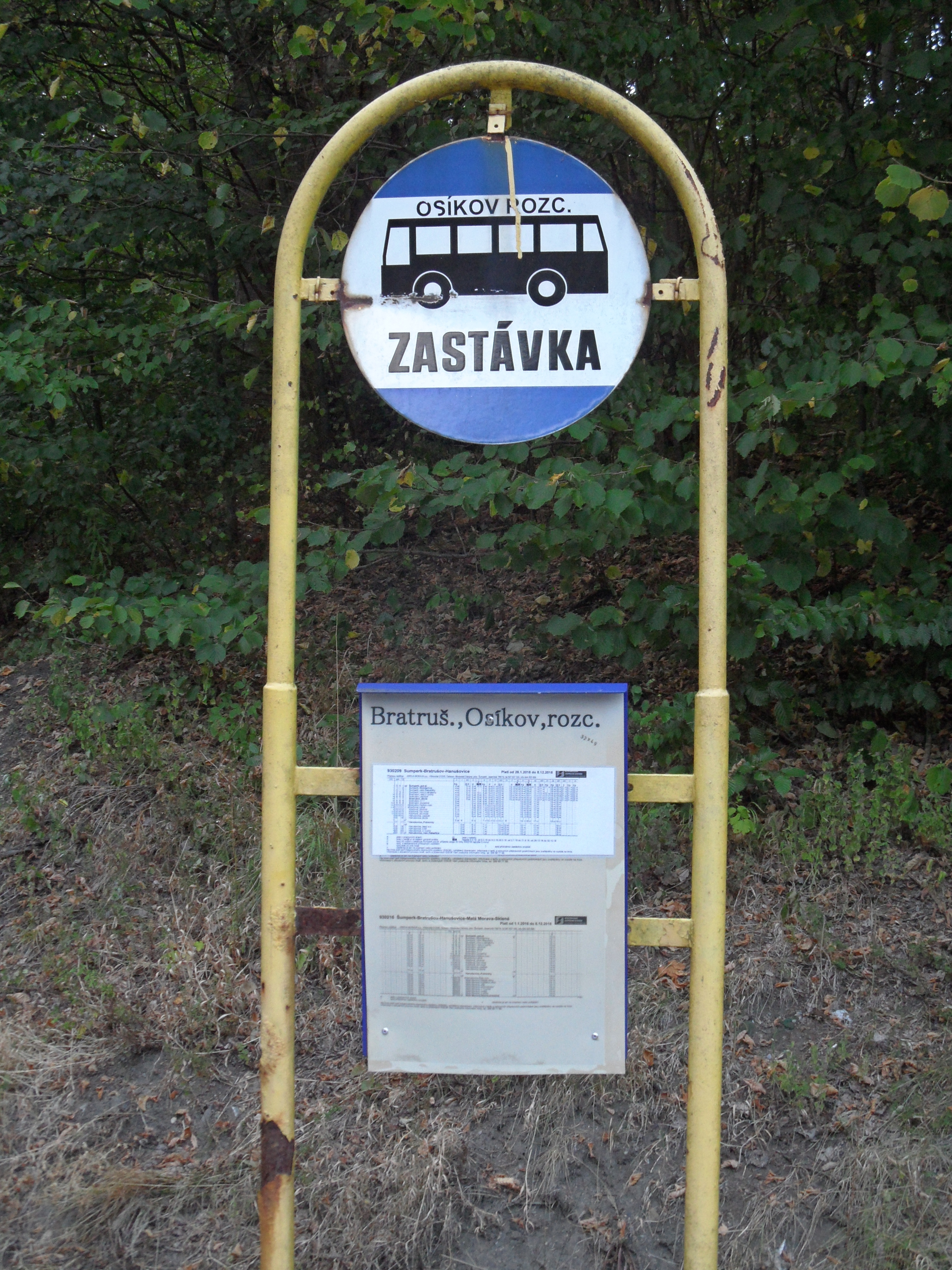
Autobusová zastávka